# Cúp quốc gia Wales 1990–91
 Cúp quốc gia Wales 1990–91 với đội vô địch là Swansea City. Trận chung kết diễn ra trên sân National Stadium ở Cardiff với khoảng 5,000 khán giả.

## Vòng Bốn
| Số thứ tự trận | Đội nhà             | Tỉ số | Đội khách             |
| -------------- | ------------------- | ----- | --------------------- |
| 1              | Aberystwyth Town    | 1–3   | Hereford United       |
| 2              | Ammanford Town F.C. | 0–5   | Wrexham               |
| 3              | B.P Llandarcy       | 0–5   | Stroud                |
| 4              | Bangor City         | 4–1   | Lex XI                |
| 5              | Caernarfon Town     | 1–2   | Abergavenny Thursdays |
| 6              | Barry Town          | 3–1   | Cheltenham Town       |
| 7              | Merthyr Tydfil      | 0–1   | Swansea City          |
| 8              | Newport             | 0–1   | Colwyn Bay            |

## Tứ kết
| Số thứ tự trận                             | Đội nhà         | Tỉ số | Đội khách       |
| ------------------------------------------ | --------------- | ----- | --------------- |
| 1                                          | Barry Town      | 1–1   | Bangor City     |
| đá lại                                     | Bangor City     | 0–1   | Barry Town      |
| 2                                          | Colwyn Bay      | 1–1   | Swansea City    |
| đá lại                                     | Swansea City    | 1–0   | Colwyn Bay      |
| 3                                          | Bangor City     | 0–0   | Hereford United |
| đá lại                                     | Hereford United | 0–0   | Bangor City     |
| Hereford thắng 4–3 trong loạt sút luân lưu |                 |       |                 |
| 4                                          | Stroud          | 1–2   | Wrexham         |

## Bán kết – Lượt đi
| Số thứ tự trận | Đội nhà    | Tỉ số | Đội khách       |
| -------------- | ---------- | ----- | --------------- |
| 1              | Barry Town | 2–2   | Swansea City    |
| 2              | Wrexham    | 1–1   | Hereford United |

## Bán kết – Lượt về
| Số thứ tự trận | Đội nhà         | Tỉ số | Đội khách  |
| -------------- | --------------- | ----- | ---------- |
| 1              | Swansea City    | 1–0   | Barry Town |
| 2              | Hereford United | 1–2   | Wrexham    |

## Chung kết
| Swansea City    | 2–0 | Wrexham |
| --------------- | --- | ------- |
| Penney · Raynor |     |         |

| Swansea City | Wrexham |

Bản mẫu:Bóng đá châu Âu (UEFA) 1990–91
```
==Tham khảo==
```